# هنا ادور
هنا ادور (زادهٔ ۱ ژانویهٔ ۱۹۴۶) روزنامه‌نگار یک فعال حقوق بشر اهل عراق است. او بنیانگذار و دبیرکل انجمن عراقی الأمل (جمعیة الأمل العراقیة) و یکی از بنیانگذاران شبکه زنان عراق است.

## زندگی‌نامه
ادور از یک خانواده مسیحی در شهری در جنوب بصره متولد شد. او مدرک دکترای خود را در رشته حقوق از دانشگاه بغداد در سال ۱۹۶۷ دریافت کرد. او در سال ۱۹۹۲ انجمن الأمل را تأسیس نمود. الأمل بر تثبیت صلح، ترویج حقوق بشر و توسعه پایدار در عراق تأکید دارد.
در ژوئیه ۲۰۰۵ به سازماندهی اعتراض‌ها در ماده ۴۱ قانون اساسی پرداخت و در پیش‌نویس قانون اساسی عراق کمک کرد و خواستار نشست بین فعالان حقوق بشر و اعضای کمیته پیش‌نویس قانون اساسی شد.در ژوئن ۲۰۱۱ او یک کنفرانس تلویزیونی دولتی را برابر نخست‌وزیر نوری مالکی در مورد دستگیری چهار معترض توسط ارتش برگزار کرد، پس از اینکه او در ملاعام نخست‌وزیر را به چالش کشید،یک «گلوله در پاکتی خارج از دفتر او گذاشته شد» او در سال ۲۰۱۳ جایزه زن عربی سال ۲۰۱۳ را کسب کرد.

## فعالیت حرفه‌ای
ادور انجمن الأمل را در سال ۱۹۹۲ تأسیس کرد. این انجمن بر ایجاد صلح، ترویج حقوق بشر و توسعه پایدار در عراق تمرکز دارد. ادور تعدادی سازمان برجسته دیگر از جمله دادگاه زنان عرب را ایجاد کرده‌است که در سال ۱۹۹۶ در بیروت با هدف مبارزه با خشونت علیه زنان تشکیل شد. همچنین شبکه غیردولتی عربی را برای توسعه ایجاد کرد تا جوامع مدنی عرب را در تلاش برای کسب دموکراسی، حقوق بشر و توسعه پایدار حمایت، آموزش و توانمند سازد. علاوه بر این از سال ۲۰۰۱ انجمن آسودا برای مبارزه با خشونت علیه زنان، مستقر در سلیمانیه و در ۲۰۰۲ بیت خان‌زاد، یک پناهگاه مستقر در اربیل را برای زنان و کودکان ایجاد نمود.

## جوایز
ادور جایزه صلح شان مک براید را در سال ۲۰۱۱ توسط دفتر بین‌المللی صلح (IPB) به دلیل مشارکتش در «پیشبرد دموکراسی و حقوق بشر» و «مواضع استوارش در برابر خشونت و جنگ» دریافت کرد. در دسامبر ۲۰۱۱، به پاس فعالیت‌هایش در ارتقای حقوق بشر در عراق، از سوی هیئت مساعدت سازمان ملل متحد برای عراق (یونامی)، گواهی قدردانی مدافع حقوق بشر به وی اعطا شد. او در سال ۲۰۱۳ برنده جایزه زن عرب سال شد.